# Jim Jarmusch
James Robert Jarmusch (Akron, Ohio; 22 de enero de 1953), más conocido como Jim Jarmusch, es un director, guionista, actor, productor, montador y compositor estadounidense. Importante exponente del cine independiente, desde la década de 1980, ha dirigido películas como Stranger Than Paradise (1984), Down by Law (1986), Mystery Train (1989), Dead Man (1995), Ghost Dog: The Way of the Samurai (1999), Coffee and Cigarettes (2003) y Flores rotas (2005). En su faceta como músico, ha compuesto música para sus películas y editado dos álbumes junto a Jozef van Wissem.

## Primeros años
Jarmusch nació en Cuyahoga Falls, Akron, Ohio, en 1953, en una familia de origen europeo y de clase media. Es de ascendencia irlandesa y alemana por parte materna, y checa y alemana por parte paterna; su apellido es checo. Su madre escribía críticas de cine y teatro para el Akron Beacon Journal antes de casarse con su padre, un hombre de negocios que trabajaba para la B.F. Goodrich Company. Su madre introdujo al futuro cineasta, el mediano de tres hermanos, al mundo del cine llevándolo al cine local para ver funciones dobles matinales como Attack of the Crab Monsters y Creature from the Black Lagoon, mientras ella se ocupaba de otros asuntos. La primera película para adultos que él recuerda haber visto es la clásica Thunder Road (1958; protagonizada por Robert Mitchum), cuya violencia y oscuridad dejó impresionado al Jarmusch de siete años de edad. Otra influencia de clase B de su niñez fue Ghoulardi, un excéntrico show televisivo de Cleveland que transmitía películas de terror.
A pesar de su entusiasmo por el cine, Jarmusch, un ávido lector durante su adolescencia, tuvo un mayor interés por la literatura, una actividad alentada por su abuela. Aunque se negaba a asistir a la iglesia con sus episcopales padres (sin entusiasmo por "la idea de sentarse en una viciada habitación usando una pequeña corbata"), Jarmusch señala a la literatura como la causante de sus creencias metafísicas y lo que lo llevó a reconsiderar la teología en medio de su adolescencia. Desarrolló el gusto por la contracultura gracias a sus pares: él y sus amigos robaban los discos y libros de sus hermanos mayores - William Burroughs, Jack Kerouac, Mothers of Invention. Hacían documentos de identidad falsos que les permitieran visitar bares los fines de semana, pero también cines locales de cine arte, que normalmente proyectaban películas pornográficas pero que en ocasiones proyectaban películas underground como Putney Swope de Robert Downey, Sr. y Chelsea Girls de Andy Warhol. En cierto momento aprendió fotografía. "Crecer en Ohio", comentó Jarmusch, "fue planear irse".

### Nueva York
Después de graduarse en la secundaria en 1971, Jarmusch se mudó a Chicago y entró a la Medill School of Journalism, una escuela de periodismo. Después de ser invitado a retirarse por desatender los cursos de periodismo (le iba bien en literatura e historia), al año siguiente asistió a la Universidad de Columbia, con la intención de ser poeta. En Columbia, estudió literatura inglesa y americana con profesores vanguardistas como los poetas Kenneth Koch y David Shapiro. En Columbia comenzó a escribir breves "piezas semi-narrativas abstractas", y escribía en el diario literario universitario The Columbia Review.
Durante su último año en Columbia, Jarmusch se mudó a París, para un programa de intercambio de verano que inicialmente era de un semestre pero terminó siendo de diez meses. Ahí, trabajó como repartidor para una galería de arte, y pasó la mayor parte de su tiempo en el Cinémathèque française.

Fue ahí donde vi cosas que solo había leído y había escuchado hablar, películas de muchos de los buenos directores japoneses, como Imamura, Ozu, Mizoguchi. También películas de directores europeos como Bresson y Dreyer, e incluso películas estadounidenses, como un ciclo de películas de Samuel Fuller, que yo solo conocía de ver un par de ellas en televisión por las noches. Cuando volví de París, todavía escribía y mi escritura se estaba volviendo más cinemática en cierto modo, más descriptiva visualmente.
— Jarmusch sobre el Cinémathèque Française, en una entrevista para The New York Times, 21 de octubre, 1984.

Sin dinero y trabajando como músico en Nueva York después de regresar de París en 1976, Jarmusch se presentó en la prestigiosa Graduate Film School de la Universidad de Nueva York. A pesar de su total falta de experiencia en realización cinematográfica, su presentación de una colección de fotografías y una redacción sobre cine consiguió su aceptación para el curso. Estudió ahí durante cuatro años, donde conoció a algunos compañeros que serían sus futuros colaboradores como Sara Driver, Tom DiCillo y Spike Lee. A finales de los años '70 en la ciudad de Nueva York, Jarmusch y sus contemporáneos artistas formaron parte de una escena cultural alternativa que se concentraba en el club musical CBGB.
En su último año en la Universidad de Nueva York, Jarmusch trabajó como asistente del renombrado director de cine negro Nicholas Ray, quien en ese momento se encontraba dando clases en dicho establecimiento. En una anécdota que Jarmusch ha recordado sobre su experiencia formativa, cuenta que cuando le mostró su primer guion a su mentor, Ray desaprobó su falta de acción, a lo que Jarmusch respondió, después de meditar sobre la crítica, volviendo a realizar el guion con aún menos acontecimientos. Después de que Jarmusch volviera a mostrarle el guion, Ray reaccionó favorablemente al desacuerdo del estudiante, citando con aprobación la obstinada independencia del joven estudiante. Jarmusch fue la única persona con la que Ray trabajó (como su asistente personal) en Lightning Over Water, un documental sobre sus años de agonía donde colaboró con Wim Wenders. Nicholas Ray murió en el verano de 1979 después de una larga lucha contra el cáncer. Pocos días después, habiendo sido alentado por Ray y el cineasta underground neoyorquino Amos Poe y utilizando el dinero de su escolaridad de la Fundación Louis B. Mayer para pagar su matrícula escolar, Jarmusch comenzó a trabajar en una película para su proyecto final. La universidad, no impresionada con el uso del dinero ni tampoco del proyecto mismo de Jarmusch, de inmediato se negó a concederle un título.

## Películas

### Primeras películas y auge:Permanent VacationyStranger Than Paradise
En 1980 Jarmusch completó su proyecto final para la universidad, llamado Permanent Vacation, su primer largometraje. Fue realizado con un escaso presupuesto de aproximadamente 12.000 dólares, utilizando los fondos de su beca y filmado con el director de fotografía Tom DiCillo en formato 16 mm. La película, de 75 minutos y semiautobiográfica, se centra en un adolescente bohemio (Chris Parker) que vaga en la zona céntrica de Manhattan. No fue lanzada en los cines y no atrajo la adulación de los críticos que sí recibirían sus futuras películas. Hal Hinson, escritor de The Washington Post, comentaría despreciativamente en una crítica de Mystery Train (1989) que en el debut de Jarmusch como director "el único talento que demostró fue recolectar notablemente actores sin talento". Sin embargo, la inhóspita y poco refinada Permanent Vacation es una de las películas más personales del director, y estableció muchos de los sellos distintivos que presentaría en siguientes trabajos, incluyendo abandonados ambientes urbanos, encuentros casuales e ironía sensible.
Su primera película importante, Stranger Than Paradise, fue producida con un presupuesto aproximado de 125.000 dólares y estrenada en 1984 con más elogios de la crítica. Una comedia de humor seco que narra el extraño viaje de tres jóvenes desilusionados desde Nueva York a Cleveland y Florida, la película rompió con muchos tradicionalismos del cine de Hollywood. Fue premiada con la Camera d'Or en el Festival de Cannes de 1984 y en la National Society of Film Critics recibió el premio a la mejor película, y se transformó en una obra cumbre del cine independiente moderno.

### Estatus de culto:Down by Law,Mystery TrainyNight on Earth
En 1986, Jarmusch escribió y dirigió Down by Law, protagonizada por John Lurie, Tom Waits y el cómico italiano Roberto Benigni (su debut con el público estadounidense) interpretando a tres convictos que escapan de una cárcel de New Orleans. Filmada en blanco y negro, como los anteriores trabajos del director, esta constructivista pieza neo-noir fue la primera colaboración de Jarmusch con el reconocido cinematógrafo holandés Robby Müller, quien era conocido por su trabajo con Wenders.
Sus siguientes dos películas experimentaron con narrativas paralelas: Mystery Train (1989) cuenta tres historias sucesivas en la misma noche dentro y en los alrededores de un pequeño hotel de Memphis, y Night on Earth (1991), incluyen cinco taxistas y sus pasajeros en cinco diferentes ciudades del mundo, comenzando un atardecer en Los Ángeles y finalizando un amanecer en Helsinki. Menos sombría que trabajos anteriores de Jarmusch, Mystery Train conserva la concepción del director de Estados Unidos. Escribió Night on Earth en aproximadamente una semana, frustrado por la cancelación de la producción de otra película que había escrito y con ganas de trabajar con amigos como Benigni, Gena Rowlands y Isaach de Bankolé.
Como resultado de sus primeros trabajos, Jarmsuch se convirtió en un influyente representante de la tendencia de las road movie estadounidenses. Sin intención de atraer al público mainstream, estas primeras películas de Jarmusch fueron bien recibidas por el público del cine arte o cine alternativo, consiguiendo un pequeño pero fiel grupo de seguidores en Europa y Japón. Cada una de las cuatro películas fueron estrenadas en el refinado Festival de Cine de Nueva York, mientras que Mystery Train estuvo en competición en el Festival de Cannes de 1989. La estética distintiva y el estatus de autor de Jarmusch fomentaron la opinión de la crítica a finales de este período, aunque algunos críticos elogiaron el encanto y la agilidad de Mystery Train y Night on Earth, al director se lo denominó cada vez más como repetitivo y opuesto al riesgo.

### Fines de los años 1990, cine experimental:Dead ManyGhost Dog
En 1995, Jarmusch estrenó Dead Man, una película de época ambientada en el oeste estadounidense del siglo XIX, protagonizada por Johnny Depp y Gary Farmer. Producida con un costo de casi nueve millones de dólares, con un reparto de primera línea que incluía a John Hurt, Gabriel Byrne y (en su último papel) Robert Mitchum, la película significó un nuevo punto de partida para el director con respecto a sus anteriores películas. Con tono serio en comparación con sus irónicas predecesoras, Dead Man fue más abarcativa en temática y con un carácter a menudo violento y más surrealista. El filme fue filmado en blanco y negro por Robby Müller, y contiene una banda sonora compuesta y ejecutada por Neil Young, para quien Jarmusch filmaría el documental Year of the Horse, lanzado en 1997.

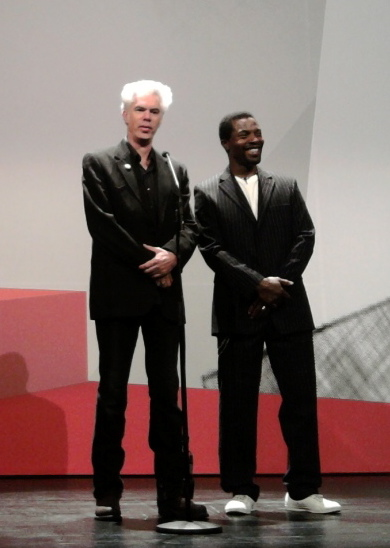
Jarmusch e Isaach de Bankolé presentando The Limits of Control en el Festival de San Sebastián en septiembre de 2009.

Mal recibida por los críticos mainstream estadounidenses, Dead Man tuvo muy buena acogida internacional y entre los críticos, muchos de los cuales la consideraron como una visionaria obra maestra. Se ha destacado por ser una de las pocas película realizadas por un caucásico que presenta la auténtica cultura de los nativoamericanos, aunque también ha atraído comentarios positivos y negativos por su representación del oeste americano, la violencia y los nativoamericanos.
Tras su éxito artístico y a nivel crítico dentro de la comunidad del cine independiente estadounidense, Jarmusch logró renombre con su filosófica película criminal Ghost Dog: The Way of the Samurai, filmada en Jersey City y protagonizada por Forest Whitaker como un joven marginal que encuentra el sentido de su vida dedicándose al hagakure, una teoría y entrenamiento filosófica del siglo XVIII para samurái, transformándose en un aterrador asesino a sueldo de un jefe de la mafia local con quien tiene una deuda. La banda sonora fue aportado por RZA. La película fue única entre otras cosas por la cantidad de libros nombrados por los personajes, la mayoría de ellos incluidos en una lista bibliográfica durante los créditos finales. El filme es considerado un homenaje a Le Samouraï, una película francesa new wave de 1967 dirigida por Jean-Pierre Melville, protagonizada por el renombrado actor francés Alain Delon en un rol similar.

### Década de 2000:Coffee and Cigarettes,Broken FlowersyThe Limits of Control
Cinco años transcurrieron tras el estreno de Ghost Dog, lo que el director atribuyó a una crisis creativa que sufrió tras los atentados del 11 de septiembre en Nueva York. En el año 2004 se estrenó Coffee and Cigarettes, una colección de once cortometrajes de personajes tomando café y fumando cigarrillos que Jarmusch había estado filmando a lo largo de las dos décadas previas. La primera viñeta, "Strange to Meet You", había sido filmada para Saturday Night Live y transmitida por dicho programa en 1986, y tenía a Roberto Benigni y al comediante Steven Wright. Ese corto había sido seguido tres años después por "Twins", otro segmento, protagonizado por Steve Buscemi, Joie y Cinqué Lee, y más tarde, en 1993, por "Somewhere in California", ganador del Palme d'Or al mejor cortometraje, protagonizado por los músicos Tom Waits e Iggy Pop.
A Coffee and Cigarettes se le siguió Broken Flowers en 2005, protagonizada por Bill Murray interpretando a un prematuro jubilado en busca de la madre de su desconocido hijo, para superar una crisis de mediana edad. Tras el estreno de Broken Flowers, Jarmusch firmó un contrato con Fortissimo Films, a través del cual la distribuidora financiaría y tendría los derechos del largometraje del director, y cubriría algunos de los gastos de la productora, Exoskeleton.
En 2009 Jarmusch estrenó The Limits of Control. Se trata de un thriller meditativo ambientado en España, con Isaach de Bankolé interpretando a un solitario asesino con una misión secreta. Un documental detrás de cámaras, titulado Behind Jim Jarmusch, fue filmado por Léa Rinaldi durante tres días en el set de rodaje de la película en Sevilla.
En julio de 2012, Jarmusch empezó a filmar Only Lovers Left Alive, con Tilda Swinton, Tom Hiddleston, Mia Wasikowska, Anton Yelchin y John Hurt. La película fue proyectada en los festivales de Cannes y Toronto en 2013.

## Como cineasta

### Estilo y personajes
Jarmusch se ha caracterizado como un cineasta minimalista y sus idiosincráticas películas de ritmo tranquilo. Sus películas a menudo evitan las estructuras narrativas tradicionales, sin un claro progreso de la trama y centrándose más en el desarrollo de la atmósfera y los personajes. Los primeros trabajos de Jarmusch están marcados por un tono melancólico y contemplativo, con extensas escenas silenciosas y prolongadas tomas fijas. Ha experimentado con un formato de viñetas en tres de sus películas de los años '90: Mystery Train, Night on Earth y Coffee and Cigarettes. La propuesta cinematográfica de Jarmusch -en palabras del crítico Sean P. Means- involucra una "mezcla de estilos y géneros con inteligencia aguda y humor negro", y es dominada por un tono de humor seco.
Los protagonistas de las películas de Jarmusch son a menudo aventureros solitarios. Los personajes masculinos del director han sido descritos por el crítico Jennie Yabroff como "hombres perdedores, ladronzuelos y convictos ineptos, todos simpáticos o extremadamente encantadores", y por el novelista Paul Auster como "lacónicos, retraídos, tristes farfullantes".

### Temáticas

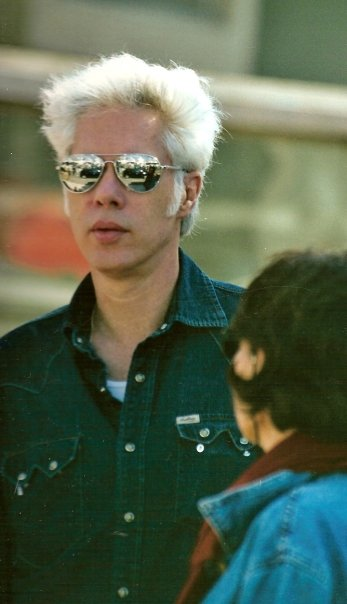
Jarmusch en el Festival de Cannes (2005).

Aunque sus películas en general están ambientadas en Estados Unidos, Jarmusch ha declarado que él observa a EE. UU. "desde los ojos de un extranjero", con la intención de crear una forma de cine internacional que sintetice el cine europeo y japonés con el de Hollywood. A menudo sus películas han incluido actores y personajes extranjeros, y (por momentos) diálogos en otros idiomas. En sus dos últimas películas de los '90, hace hincapié en experiencias violentas de diferentes culturas, y en apropiaciones textuales entre culturas: el deambulante amor nativoamericano de William Blake y la pasión de un asesino a sueldo negro por el Hagakure. La interacción y síntesis entre diferentes culturas, la arbitrariedad de la identidad nacional y la irreverencia hacia el sentimiento etnocentrista, patriotista o nacionalista son temas recurrentes en el trabajo de Jarmusch.
La fascinación de Jarmusch por la música es otra característica aparente de su trabajo. Aparecen músicos en papeles clave: John Lurie, Tom Waits, Gary Farmer, Youki Kudoh, RZA e Iggy Pop han aparecido en varias películas de Jarmusch, mientras que Joe Strummer y Screamin' Jay Hawkins aparecen en Mystery Train, y GZA, Jack y Meg White aparecen en Coffee and Cigarettes. La canción de Hawkins, "I Put a Spell on You", fue primordial para el argumento de Stranger Than Paradise, mientras Mystery Train está inspirada y fue titulada en honor a una canción popularizada por Elvis Presley, quien además es el tema de una de las viñetas de Coffee and Cigarettes. En palabras del crítico Vincent Canby, "las películas de Jarmusch tienen el tempo y ritmo del blues y el jazz, incluso en el uso -u omisión- del lenguaje. Sus películas funcionan en los sentidos tanto como algunas músicas, imperceptibles hasta que es demasiado tarde para sacártelas de la cabeza".
Sobre el objeto de su narrativa, Jarmusch declaró en una entrevista en 1989: "Prefiero hacer una película acerca de un tipo paseando a su perro que una acerca del emperador de China".

### Impacto y legado
A Jarmusch se le atribuye el haber provocado el movimiento del cine independiente estadounidense con Stranger Than Paradise. El crítico Lynn Hirschberg declaró en una reseña biográfica del director para The New York Times en 2005 que Stranger Than Paradise "dio vuelta permanentemente a la idea de cine independiente como una forma vanguardista intrincada e inaccesible". El éxito de la película concedió al director un cierto estatus de ícono dentro del cine arte, como un idiosincrático e inflexible autor rebosando el aura de la ciudad encarnada por el centro de Manhattan. Tales percepciones fueron creciendo con el estreno de sus siguientes películas a finales de los años '80, estableciéndolo como uno de los cineastas independientes más prominentes e influyentes de su generación. En una reseña de su trabajo en 1989, Vincent Canby de The New York Times se refirió a Jarmusch como "el realizador cinematográfico más aventurero y llamativo que apareció en el cine estadounidense en esta década".
Jarmusch fue reconocido con el premio Filmmaker on the Edge en el Festival de cine de Provincetown de 2004. Un ciclo retrospectivo de películas del director fue llevado a cabo en el Walker Art Center en Mineápolis, Minnesota, durante febrero de 1994, y otro, "The Sad and Beautiful World of Jim Jarmusch" (El triste y hermoso mundo de Jim Jarmusch), fue organizado por el American Film Institute en agosto de 2005.

## Vida personal

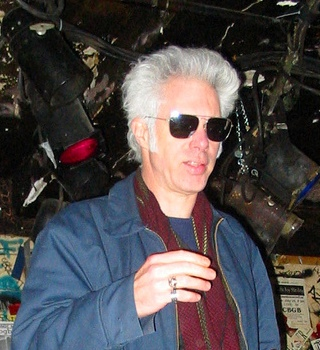
Jarmusch en el CBGB en Nueva York el 30 de noviembre de 2003.

Jarmusch raramente habla sobre su vida personal en público. Su novia de toda la vida, la realizadora Sara Driver, trabajó con él en sus primeras películas, pero la presión que esto causó en su relación llevó a que a partir de entonces resolvieran no volver a colaborar. Han vivido juntos por más de veinte años, y aunque Jarmusch ha expresado su deseo por tener hijos, no han tenido. Divide su tiempo entre la ciudad de Nueva York y las Montañas Catskill del noroeste del estado de NY. Jarmusch dejó de tomar café en 1986, el año de la primera parte de Coffee and Cigarettes, aunque continuó fumando.
A principios de la década de 1980, Jarmusch era parte de la alineación de músicos del proyecto Dark Day de Robin Crutchfield, y luego pasó a ser tecladista y uno de los dos vocalistas de The Del-Byzanteens, una banda no wave cuyo único LP, Lies to Live By, fue un éxito menor underground en Estados Unidos y el Reino Unido en 1982. Jarmusch también aparece en el álbum Wu-Tang Meets the Indie Culture (2005) en dos interludios, descritos en una reseña del álbum de Pitchfork Media como "bizarramente pretenciosos" y como la "única razón para escucharlos". Jarmusch y Michel Gondry contribuyeron en un remix para una edición limitada de la canción "Blue Orchid" de The White Stripes en 2005.
Autor de una serie de ensayos sobre bandas influyentes, Jarmusch también ha publicado al menos dos poemas. Es miembro fundador de The Sons of Lee Marvin, una humorística "semi sociedad secreta" de artistas que se parecen al icónico actor, cuyas reuniones tienen el aparente propósito de mirar películas de Marvin.

## Filmografía
- Permanent Vacation (1980)
- Stranger Than Paradise (1984)
- Down by Law (1986)
- Mystery Train (1989)
- Night on Earth (1991)
- Dead Man (1995)
- Year of the Horse (1997)
- Ghost Dog: The Way of the Samurai (1999)
- Coffee and Cigarettes (2003)
- Broken Flowers (2005)
- The Limits of Control (2009)
- Only Lovers Left Alive (2013)
- Paterson (2016)
- Gimme Danger (2016)
- The Dead Don't Die (2019)

## Premios y distinciones
Festival Internacional de Cine de Cannes
| Año  | Categoría                          | Película               | Resultado |  |
| ---- | ---------------------------------- | ---------------------- | --------- |  |
| 1984 | Caméra d'or                        | Extraños en el paraíso | Ganador   |  |
| 1993 | Palma de Oro al mejor cortometraje | Coffee and Cigarettes  | Ganador   |  |
| 2005 | Gran Premio del Jurado             | Flores rotas           | Ganador   |  |

### Otras fuentes
- Aurich, Rolf; Stefan Reinecke (2001). Jim Jarmusch. Bertz + Fischer. ISBN 3929470802. OCLC 53289688.
- Morse, Erik (6 de mayo de 2009). «The man in Control: Jim Jarmusch interview». Pixel Vision. San Francisco Bay Guardian. Archivado desde el original el 11 de mayo de 2009.
- Smith, Gavin (Mayo/junio, 2009). «Altered States: Jim Jarmusch interview». Film Comment. Archivado desde el original el 22 de mayo de 2009.

- Datos: Q191755
- Multimedia: Jim Jarmusch / Q191755